# Blauschiefer

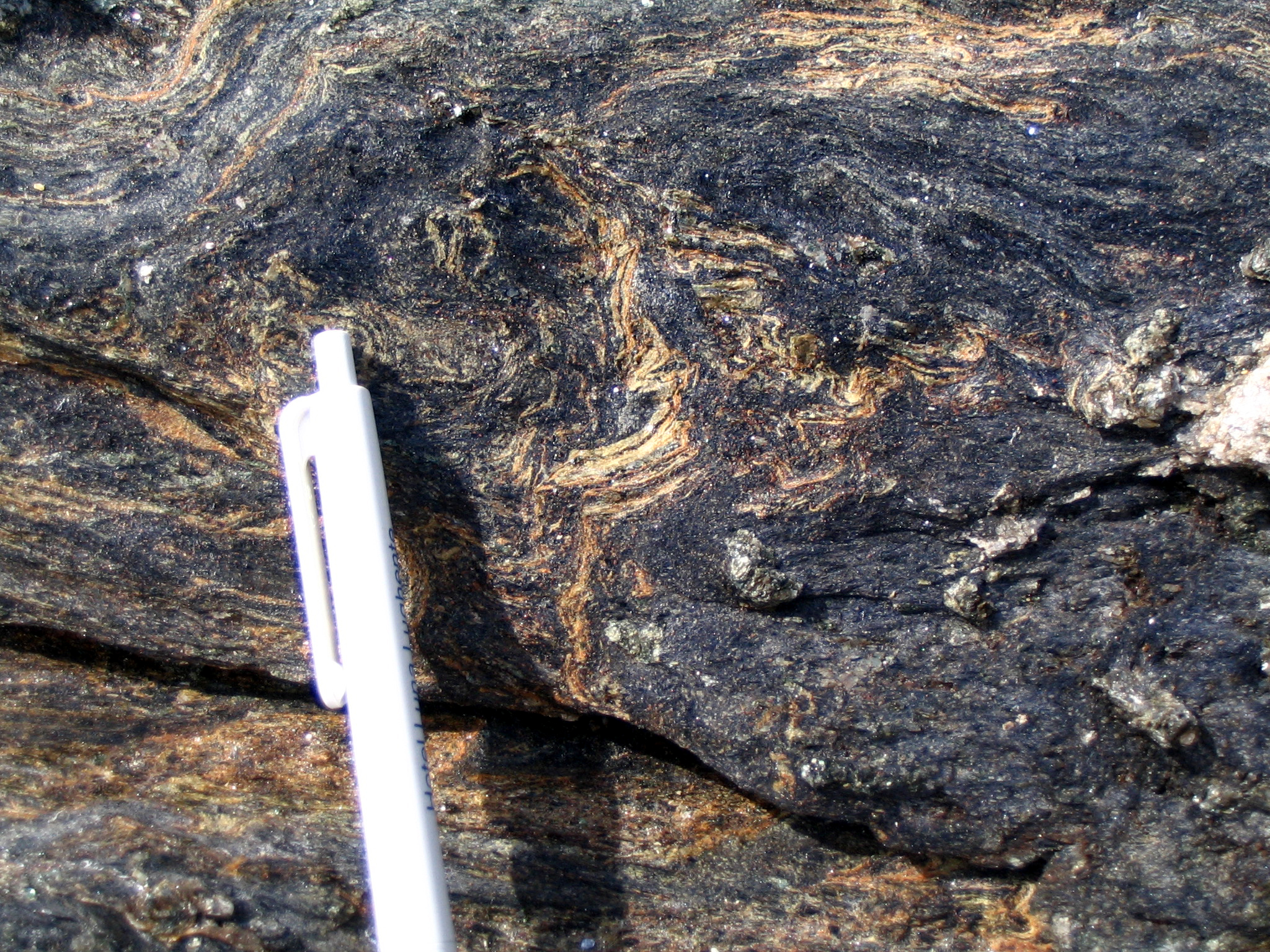
Blauschiefer, Île de Groix, Frankreich

Blauschiefer oder Glaukophanschiefer sind oft bläulich gefärbte Gesteine, die eine Metamorphose bei relativ niedrigen Temperaturen und hohen Drücken erlitten haben (kleiner 400 °C GPa−1). Solche Gesteine finden sich aufgrund des immer kühler werdenden Erdmantels und der darüber liegenden Erdkruste hauptsächlich in aktiven oder ehemaligen Subduktionszonen von maximal neoproterozoischem Alter (0,8 Mrd. Jahre BP) oder jünger. Die bläuliche Farbe wird durch das Mineral Glaukophan, einen Amphibol, hervorgerufen, der aber nicht immer vorhanden ist, sodass Blauschiefer nicht zwingend bläulich gefärbt sind. Die Blauschiefer sind kennzeichnend für Gesteine, die eine Metamorphose erfahren haben, sodass nach ihnen die sogenannte  Blauschiefer-Fazies (siehe auch metamorphe Fazies) benannt ist.

## Blauschiefer-Fazies
Ausgangsgestein für Blauschiefer sind Basalte und Gesteine mit basaltähnlicher Zusammensetzung. Diese Gesteine unterliegen einer Metamorphose bei etwa 200 – 400 °C und 6 – 12 Kilobar. Die speziellen Metamorphosebedingungen führen zur Ausbildung einer Vergesellschaftung von Mineralen, deren Auftreten zur Bestimmung der metamorphen Fazies dienen kann.
Die namensgebenden blauen Amphibole sind über einen weiten Druck-Temperatur-Bereich stabil, der bis in das Feld der Grünschiefer-Fazies reichen kann. Das Vorkommen dieser Minerale ist demnach kein sicheres Anzeichen der Blauschiefer-Fazies. Treten sie jedoch mit dem ebenfalls bläulichen Lawsonit, mit Aragonit und/oder jadeitischem Pyroxen auf, ist dies ein sicheres Anzeichen für die Blauschiefer-Fazies. Weitere Besonderheiten sind das Fehlen von Biotit, Andalusit und Sillimanit und von Feldspäten außer Albit.
Wie bei allen metamorphen Fazies ist die Ausbildung der kennzeichnenden Minerale abhängig von der Zusammensetzung des Ausgangsgesteins. In Metabasiten bilden sich neben Glaukophan  und Lawsonit die Minerale Chlorit, Titanit, Epidot, Phengit, Paragonit und Omphazit. In Metagrauwacken herrschen Quarz und Jadeit vor neben Lawsonit, Phengit, Glaukophan und Chlorit. Typisch für
Karbonatgesteine (Marmor) ist das Auftreten von Aragonit, während in Metapeliten Phengit, Paragonit, Carpholit, Chlorit und Quarz kennzeichnend sind.